# Leonid Sosnin
Leonid Antonowicz Sosnin (ros. Леонид Антонович Соснин, ur. 8 sierpnia 1895 we wsi Oczer w guberni permskiej, zm. 18 czerwca 1973 w Moskwie) – radziecki polityk, ludowy komisarz/minister przemysłu materiałów budowlanych ZSRR (1939-1946).
Od września 1915 do 1918 służył w rosyjskiej armii, w kwietniu 1917 wstąpił do SDPRR(b), od maja 1918 przewodniczący Rady Wojskowo-Rewolucyjnej w Astrachaniu, później wojskowy komisarz guberni astrachańskiej. Od sierpnia 1918 do września 1919 w Armii Czerwonej, od września do grudnia 1919 pomocnik komisarza wojskowego guberni czelabińskiej, od stycznia do maja 1920 prokurator guberni jekaterynburskiej. Od maja 1920 do września 1921 ponownie w Armii Czerwonej, od września 1921 do listopada 1922 wojskowy komisarz Karaczajewskiego Obwodu Autonomicznego (Północny Kaukazu), od listopada 1922 do stycznia 1923 zastępca przewodniczącego Trybunału Wojskowo-Rewolucyjnego i pomocnik prokuratora frontowego, od stycznia 1923 do 1927 prokurator Ludowego Komisariatu Sprawiedliwości Rosyjskiej FSRR. 1927-1928 prokurator guberni tambowskiej, 1928-1929 prokurator guberni włodzimierskiej, od czerwca 1929 do września 1931 prokurator Iwanowskiego Obwodu Przemysłowego, 1931-1934 studiował w Akademii Przemysłowej. 1934-1937 kierownik budowy elektrowni wodnej w Tadżyckiej SRR, 1937-1938 kierownik budowy elektrowni wodnej w Uzbeckiej SRR, 1938 szef zarządu w Ludowym Komisariacie Przemysłu Ciężkiego ZSRR. Od kwietnia 1938 do stycznia 1939 zastępca ludowego komisarza przemysłu ciężkiego ZSRR, a od 24 stycznia 1939 do 19 marca 1947 ludowy komisarz/minister przemysłu materiałów budowlanych ZSRR. Od 21 marca 1939 do 5 października 1952 zastępca członka KC WKP(b), od marca 1946 do czerwca 1953 zastępca ministra przemysłu materiałów budowlanych ZSRR, od czerwca 1953 do marca 1955 szef zarządu w Ministerstwie Przemysłu Materiałów Budowlanych ZSRR, od marca 1955 do października 1955 zastępca ministra budowy elektrowni ZSRR. Odznaczony dwoma Orderami Lenina. Pochowany na cmentarzu Nowodziewiczym.